# Chợ Âm Phủ (Hà Nội)
Xem các chợ cùng tên khác tại Chợ Âm Phủ
Chợ 19 tháng 12 (thường gọi là Chợ Âm Phủ) là chợ họp hàng ngày trên suốt chiều dài phố 19 tháng 12, Quận Hoàn Kiếm, Hà Nội. Chợ nổi tiếng với món thịt chó.
Phố 19 tháng 12 là một phố ngắn nằm cạnh Tòa án Nhân dân Hà Nội, một đầu đâm ra phố Lý Thường Kiệt, đầu kia đâm ra phố Hai Bà Trưng. Thời thuộc Pháp, phố có tên Rue Simoni, tên một viên quan Pháp đã có thời kỳ giữ chức Thống sứ Bắc Kỳ (1909-1912). Năm 1945 - 1946, phố được đổi tên thành phố Lê Chân.
Năm 1946-1947, toàn quốc kháng chiến nổ ra ở Hà Nội, nơi đây thành khu mộ tập thể của các nạn nhân chết trong khu vực Hàng Bông - Cửa Nam. chính vì khu mộ tập thể nên khi động thổ xây dựng các công trình không được, phải làm chợ chỉ chuyên bán thịt chó đuổi ma tà. Năm 1986, di cốt các nạn nhân chiến tranh được chuyển đi nơi khác và phố được đặt tên mới là Phố 19 tháng 12 để kỷ niệm ngày Toàn quốc Kháng chiến và tưởng niệm các nạn nhân chiến tranh trong thời gian đó.
Chợ bắt đầu họp rải rác trên phố từ thời Hà Nội bị ném bom trong Chiến tranh Việt Nam, khi một số người buôn bán dạt từ chợ Hàng Da và Hàng Bè về để tránh bom Mỹ. Chợ tạm đông dần. Năm 1986, sau khi di cốt nạn nhân chiến tranh được chuyển đi, chợ được chính thức đặt tên là Chợ 19 tháng 12, nhưng dân gian vẫn quen gọi là Chợ Âm Phủ.
Cuối năm 2008, chợ này nằm trong kế hoạch xây lại thành trung tâm thương mại với một lối đi cho xe thành "Tổ hợp công trình thương mại - dịch vụ 19/12" Tuy vậy sau đó không xây trung tâm thương mại ở đây, chợ bị giải tỏa và phố 19 tháng 12 trở thành phố đi bộ, bán sách.